# Queen Elizabeth Olympic Park
Queen Elizabeth Olympic Park är ett område med sportanläggningar i London. Det ligger i grevskapet Greater London och riksdelen England, i den södra delen av landet, i huvudstaden London. Olympic Park ligger 13 meter över havet.
Terrängen runt Olympic Park är platt. Runt Olympic Park är det mycket tätbefolkat, med 3 494 invånare per kvadratkilometer. Närmaste större samhälle är City of London, 5,9 km sydväst om Olympic Park. Runt Olympic Park är det i huvudsak tätbebyggt.